# Zuid-Willemsvaart
O Zuid-Willemsvaart ("Canal de Guilherme Sul") é um canal no sul dos Países Baixos, que cria um atalho no rio Mosa (em neerlandês:  Maas) entre as cidades de Maastricht e 's-Hertogenbosch. O canal recebe esse nome em homenagem ao rei Guilherme I dos Países Baixos, acrescido de "Sul" para evitar confusão com outros dois canais que também recebem o nome do antigo monarca: o Willemsvaart perto de Zwolle e o Noord-Willemskanaal na província de Groninga. 
O rei Guilherme ordenou o planejamento do canal, e a construção foi iniciada em 1823. O canal foi concluído em 1826. Os 123 km de comprimento do canal atravessam a província belga de Limburgo, a província neerlandesa de Limburgo e, a maior parte, através da província nerlandesa de Brabante do Norte. Na época da construção do canal, todas estas regiões faziam parte do Reino Unido dos Países Baixos (1815–1830/39). 
O canal criou novas possibilidades para o desenvolvimento de pobres cidades de solos arenosos em Brabante do Norte, tais como Helmond e Veghel e criou uma rota alternativa de comércio para os navios que não queriam navegar pelo rio Mosa.
Atualmente, o canal está sendo ampliado para comportar navios de maior tonelagem e, portanto, possibilitar o desenvolvimento de grandes indústrias.

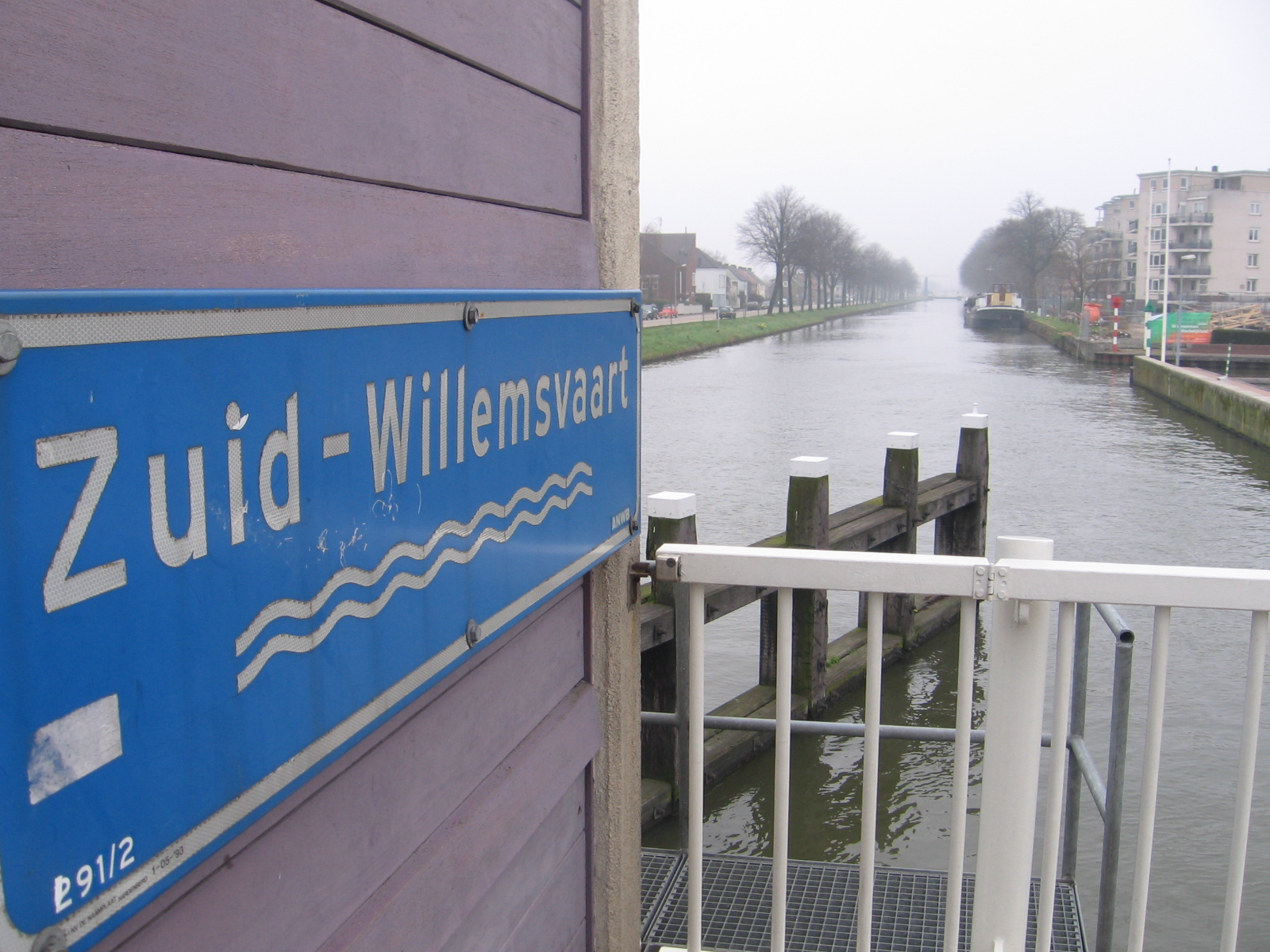
Ponte sobre o canal em Weert.